# Catar en los Juegos Paralímpicos de Sídney 2000
Catar estuvo representado en los Juegos Paralímpicos de Sídney 2000 por tres deportistas masculinos. El equipo paralímpico catarí no obtuvo ninguna medalla en estos Juegos.